# Jörg Stroedter

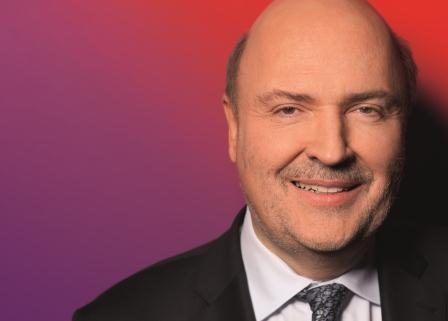
Jörg Stroedter

Jörg Stroedter (* 17. April 1954 in Berlin) ist ein deutscher SPD-Politiker und seit 2006 Mitglied des Abgeordnetenhauses von Berlin. In den Jahren 2009 und 2013 kandidierte er im Wahlkreis Berlin-Reinickendorf für den Deutschen Bundestag, unterlag aber jeweils seinem Kontrahenten von der CDU, Frank Steffel.

## Leben
Jörg Stroedter legte das Abitur im Jahr 1973 auf dem Reinickendorfer Humboldt-Gymnasium ab und studierte anschließend Volkswirtschaft an der Freien Universität Berlin. Im Jahr 1980 schloss er sein Studium als Diplom-Volkswirt ab.
Von 1981 bis 1985 war er Mitarbeiter bei einer Bausparkasse.
Seit 1985 ist er selbstständiger Geschäftsführer einer Firma im Bereich Baubetreuung und -finanzierung.

## Politik
Jörg Stroedter ist seit 1971 Mitglied der SPD. Er ist Kreisvorsitzender der SPD in Reinickendorf. Er war Mitglied der Bezirksverordnetenversammlung (BVV) von Reinickendorf. Bis 2022 war er Vorsitzender der SPD-Abteilung Heiligensee-Konradshöhe-Tegelort.
Seit Oktober 2006 ist er Mitglied des Abgeordnetenhauses von Berlin (Wahlkreis Reinickendorf 2) und stellvertretender Vorsitzender der SPD-Fraktion. Als beteiligungspolitischer Sprecher ist er zuständig für die unternehmerischen Beteiligungen des Landes Berlin und die Bereiche Wirtschaft und Finanzen. Er ist Mitglied im Wirtschaftsausschuss (und dort stellvertretender Vorsitzender) und im Unterausschuss für Beteiligungsmanagement und -controlling. Seit Mai 2014 sitzt er der Enquete-Kommission „Neue Energie für Berlin“ vor, deren Ziel es ist, Ideen und Konzepte für die Ausgestaltung eines öffentlichen Stadtwerks in Berlin auszuarbeiten.
Am 9. Dezember 2008 wurde er von der Kreisdelegiertenversammlung (KDV) der Reinickendorfer SPD mit über 82 % der Stimmen zum Direktkandidaten im Wahlkreis 78 gewählt. Bei den Wahlen zum Deutschen Bundestag unterlag er dann seinem direkten Gegenkandidaten Frank Steffel von der CDU mit 27,7 % der Erststimmen (Steffel kam auf über 39 %). Aufgrund des insgesamt schwachen Abschneidens der SPD zog er ähnlich wie Klaus Uwe Benneter auch nicht über die Landesliste ein. Er hatte auf Platz 6 kandidiert und war nur zweiter Nachrücker hinter Benneter. Im Spätherbst 2012 wurde er erneut nominiert, um das Mandat von Steffel bei den Bundestagswahlen 2013 zurückzugewinnen. Obwohl er sein Ergebnis verbesserte, 29,5 % der Erststimmen holte und damit mehr als 3.000 Stimmen hinzugewann, reichte es erneut nicht für den Einzug in den Bundestag (Steffel kam auf 45 % Erststimmen). Auf eine Listenkandidatur hatte Stroedter verzichtet.
Zu seinen politischen Erfolgen zählt u. a. die energetische Gebäudesanierung im Märkischen Viertel. Gemeinsam mit der Abgeordneten Brigitte Lange hatte er sich 2007/08 bei der landeseigenen GESOBAU dafür eingesetzt, dass auf Wohnungsverkäufe verzichtet und stattdessen ein 440 Millionen Euro umfassendes Sanierungsprogramm aufgelegt wird. Trotz anfänglicher Mieterproteste verliefen die Baumaßnahmen weitgehend reibungslos und zur Zufriedenheit der meisten Mieter. Im Jahr 2010 erhielt die GESOBAU daraufhin den Deutschen Nachhaltigkeitspreis der gleichnamigen Stiftung in Zusammenarbeit mit der Bundesregierung und dem Rat für nachhaltige Entwicklung.
Stroedter ist Befürworter des Rekommunalisierungskurses der Berliner SPD. Gemeinsam mit der SPD-Fraktion im Abgeordnetenhaus setzte er gegenüber dem Koalitionspartner CDU durch, dass die 1999 teilprivatisierten Berliner Wasserbetriebe von RWE und Veolia zurückgekauft wurden. Dies galt vielen in der Berliner Sozialdemokratie als wichtiges Anliegen nach dem „Wasser-Volksentscheid“ im Frühjahr 2011. Inzwischen konnten die Wasserpreise in Anlehnung an ein Urteil vom Bundeskartellamt vom 4. Juni 2012 um 15 % bei Trink- und ca. 6 % bei Abwasser gesenkt werden.
Stroedter kämpfte außerdem für die rasche Schließung des Flughafens Tegel (TXL) nach der Inbetriebnahme von BER und setzte sich für ein striktes Nachtflugverbot in Tegel und eine stärkere Verlagerung des Flugverkehrs nach Schönefeld (alt) ein; dazu gehörte u. a. die Verlagerung von Postflügen.
Stroedter ist Sprecher der „Berliner Mitte“ innerhalb der Berliner SPD, eines Zusammenschlusses von Mitgliedern, die sich selbst als „pragmatisch“ bezeichnen und in der strukturell „linken“ Berliner SPD eine Minderheit darstellen.
Er ist u. a. Mitglied in der Arbeiterwohlfahrt (AWO), dem Förderverein der Jugendfarm Lübars e.V. und Rabauke e.V.
Er ist mit der SPD-Politikerin Iris Spranger verheiratet.